# Mahdi Abbasz Alidzsarifeizabadi
Mahdi Abbasz Alidzsarifeizabadi (Teherán, 1989. március 13. –) iráni kötöttfogású birkózó. A 2018-as birkózó-világbajnokságon bronzérmet nyert 97 kg-os súlycsoportban, kötöttfogásban. A 2014-es Ázsia Játékokon 98 kg-ban aranyérmet szerzett. A 2016-os és a 2015-ös Ázsia Bajnokságon aranyérmes lett 98 kg-ban. A 2013-as Universiadén 96 kg-ban bronzérmet nyert.

## Sportpályafutása
A 2018-as birkózó-világbajnokságon a bronzérmet nyert. Ellenfele, az örmény Artur Alekszanján nem indult el ellene, miután orvosi javallatra a sérülései miatt feladta a mérkőzést.